# ناتالي سوير
ناتالي سوير (بالإنجليزية: Natalie Sawyer)‏ هي صحفية رياضية بريطانية، ولدت في 23 أكتوبر 1979 في إيلنغ في المملكة المتحدة.